# اوزان جوفين
اوزان جوفين (بالتركية: Ozan Güven)‏ (و. 1975  م) هو ممثل مسرحي، وممثل أفلام تركي، ولد في نورنبرغ.

## وصلات خارجية
- اوزان جوفين على موقع IMDb (الإنجليزية)
- اوزان جوفين على موقع ألو سيني (الفرنسية)
- اوزان جوفين على موقع قاعدة بيانات الفيلم (الإنجليزية)
- اوزان جوفين في قاعدة بيانات الأفلام على الإنترنت